# Kopiłowci (obwód Kiustendił)
Kopiłowci (bułg. Копиловци) – wieś w Bułgarii, w obwodzie Kiustendił, w gminie Kiustendił. Według danych szacunkowych Ujednoliconego Systemu Ewidencji Ludności oraz Usług Administracyjnych dla Ludności, 15 września 2022 roku miejscowość liczyła 576 mieszkańców.